# Сакіласоніо
Сакіласоніо (груз. საკილასონიო) — село в Грузії.
За даними перепису населення 2014 року в селі проживає 355 осіб.